# Сен-Мартен-де-ла-Браск
Сен-Мартен-де-ла-Браск (фр. Saint-Martin-de-la-Brasque) — коммуна во французском департаменте Воклюз региона Прованс — Альпы — Лазурный Берег. Относится к кантону Пертюи.

## Географическое положение

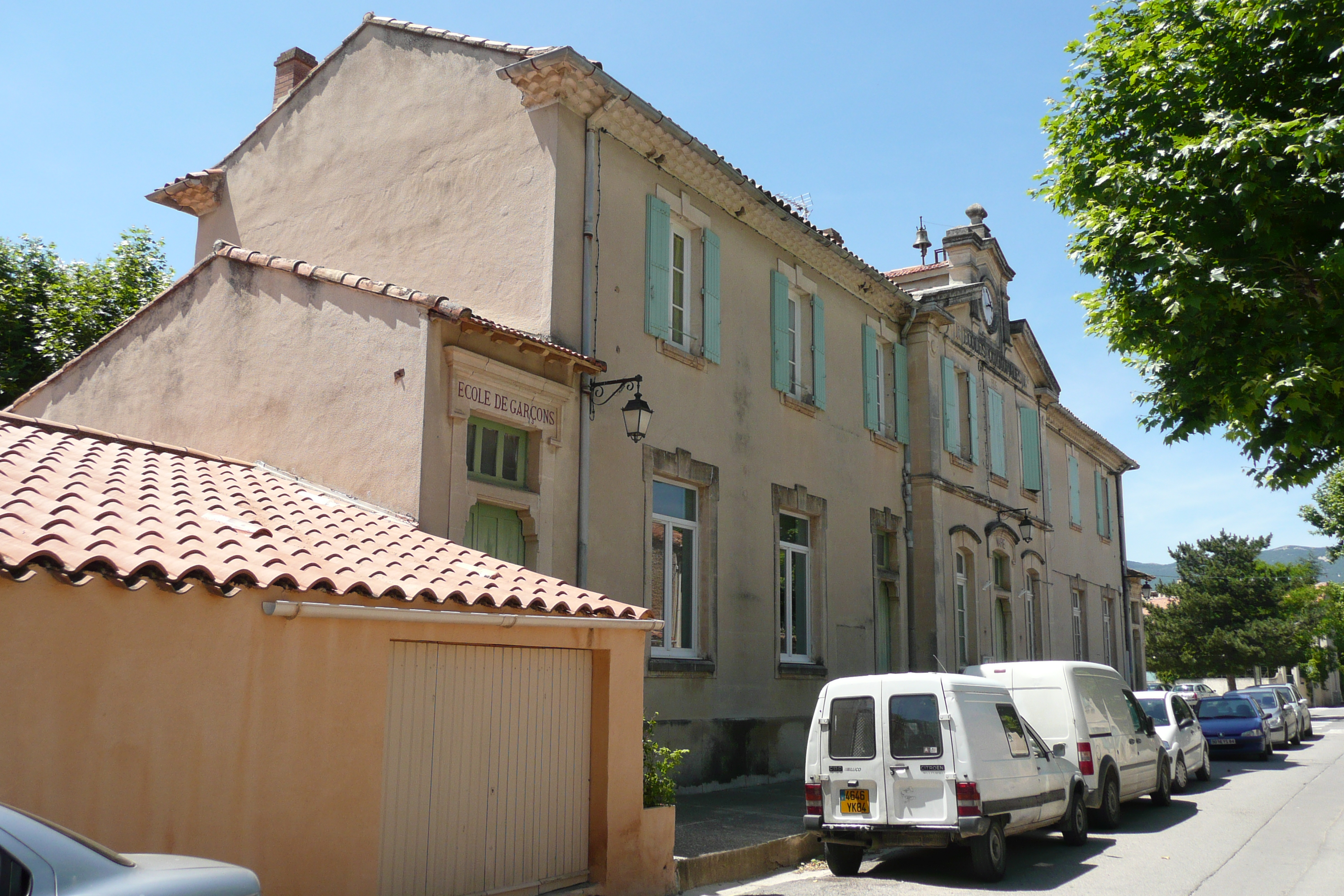
Школа Сен-Мартен-де-ла-Браск.

Сен-Мартен-де-ла-Браск расположен в 65 км к востоку от Авиньона. Соседние коммуны: Пейпен-д’Эг на северо-востоке, Ла-Бастид-де-Журдан и Грамбуа на востоке, Санн на юго-западе, Ла-Мотт-д’Эг и Кабрьер-д’Эг на северо-западе.

## Демография
Население коммуны на 2010 год составляло 748 человек.
| 1962 | 1968 | 1975 | 1982 | 1990 | 1999 | 2010 |
| ---- | ---- | ---- | ---- | ---- | ---- | ---- |
| 256  | 247  | 255  | 377  | 517  | 656  | 748  |

## Достопримечательности
- Церковь Бель-Этуаль близ Сен-Мартен-де-ла-Браск.